# Berliner Verbindungsbahn

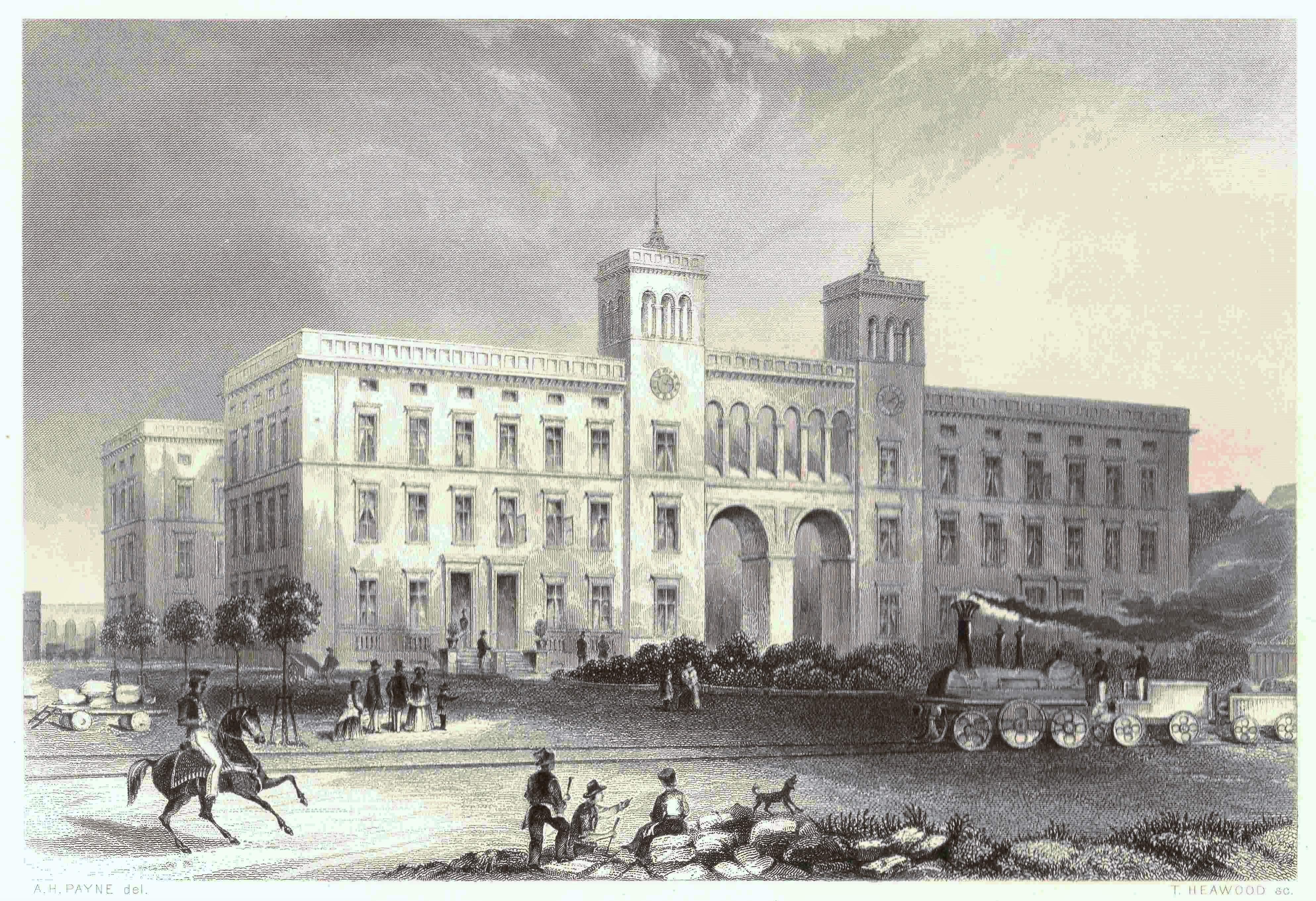
Tåg på Berliner Verbindungsbahn passerar framför Hamburger Bahnhof i början av 1850-talet.

Berliner Verbindungsbahn var en omkring nio kilometer lång järnvägssträcka i centrala delarna av nuvarande Berlin som förband Berlins dåvarande fem säckstationer med varandra. Den byggdes normalspårig och enkelspårig, med byggstart 1850, och var i drift från 1851 fram till 1871. Den ersattes därefter av Berlins ringbana.

## Tillkomst
Redan i mitten av 1840-talet fanns önskemål om att sammanbinda de olika säckstationerna som uppstått omkring Berlins stadskärna, med stambanorna i riktning mot Stettin, Hamburg, Potsdam, Anhalt respektive Frankfurt an der Oder. Anledningen var de dåliga förbindelserna för bytande resenärer och gods mellan stadens stationer. I samband med en mobilisering av den preussiska armén 1850 framkom att militären också blev lidande av detta problem och en järnväg förväntades ha långt högre transportkapacitet än hästdroskor. Kung Fredrik Vilhelm IV av Preussen beordrade samma år ett skyndsamt anläggande av en statlig förbindelsejärnväg som kunde råda bot på problemet. Den var då den tredje järnvägen som anlades i statlig regi i Preussen.

## Sträckning

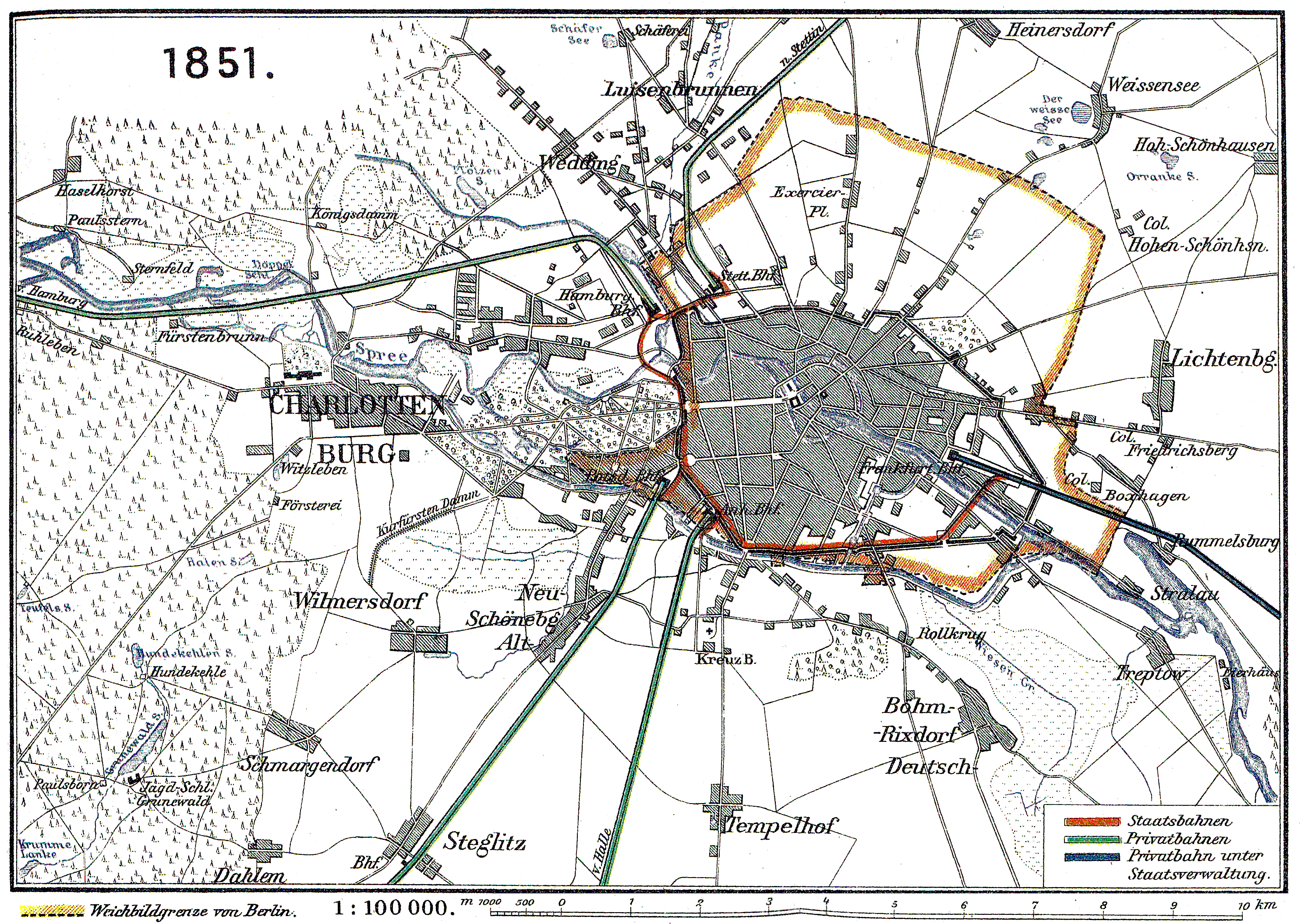
Berliner Verbindungsbahn inritad i rött på en karta över Berlins järnvägar från 1851.

Det första avsnittet påbörjades 1850 och gick då från Hamburger Bahnhof österut mot Stettiner Bahnhof (nuvarande Nordbahnhof) samt söderut från Hamburger Bahnhof mot Potsdamer Bahnhof vid Potsdamer Platz. Den förstnämnda sträckan följde Invalidenstrasse och korsade Berlin-Spandauer Schifffahrtskanal vid svängbron Sandkrugbrücke. Spåren anslöts till vändskivor vid järnvägsstationerna. Även lokomotivtillverkaren Borsig, som vid denna tid hade sina lokaler på Chausseestrasse vid Oranienburger Tor, använde spåret som industrispår.
Sträckan söderut från Hamburger Bahnhof korsade Spree nära nuvarande Moltkebrücke på en öppningsbar träbro och korsade Königsplatz (nuvarande Platz der Republik), passerade utanför Brandenburger Tor och genom tullmuren över Ebertstrasse och Stresemannstrasse till Potsdamer Tor, nuvarande Potsdamer Platz. Från Stresemannstrasse fanns sidospår som anslöt förbindelsebanan till Potsdamer Bahnhof och längre söderut vid Askanischer Platz till Anhalter Bahnhof.
Vid Landwehrkanal svängde järnvägen av österut längs kanalbanken och följde norra sidan av kanalen över Hallesches Tor, Gitschiner Strasse och Wassertorplatz. Vid Wassertorplatz korsade järnvägen Luisenstadtkanalen på en svängbro och följde därifrån Skalitzer Strasse över Kottbusser Tor till Lausitzer Platz, där ett sidospår förband banan med Görlitzer Bahnhof. Från Lausitzer Platz följde järnvägen Eisenbahnstrasse till Spree, där den korsade floden över Brommybrücke. Söder om Spree låg den preussiska härens bageri och proviantkontor i de idag bevarade lokalerna från 1890.
Nordost om Mühlenstrasse mynnade järnvägen i Frankfurter Bahnhofs bangård, sedermera Schlesischer Bahnhof.

## Drift
Järnvägstrafiken uppdrogs åt Niederschlesisch-Märkischen Eisenbahn-Gesellschaft och trafikerades med ångtåg. De första 14 loken beställdes från Norris Locomotive Works i Philadelphia, modell 2A med vedeldad ångpanna. De kom sedermera att ersättas med C-kopplade godstågslok från firman Louis Schwarzkopff med nummer 234 till 239 och nummer 191, från firman Borsig. På den mindre del som trafikerades i början av 1900-talet användes tenderlokomotiv av stadsbanetyp.
Driften på banan var besvärlig under hela dess historia. På grund av de snäva kurvradierna vid järnvägsstationerna kom ofta tunga godståg med mer än 50 hjulpar att bli stående mitt i huvudgatorna framför järnvägsstationerna. Varje gång som tågen stannade vid säckstationerna måste loken växla riktning och de boende längs sträckan klagade över rök, oväsen och sot från ångloken. Från november 1864 tilläts godstrafik på banan endast nattetid, för att inte hindra den redan då täta gatutrafiken på Berlins infartsgator.

## Ersättande och nedläggning
På grund av de ökande klagomålen på tågtrafiken på gatorna, då tågen var tvungna att signalera oavbrutet även nattetid, inledde man 1865 en diskussion om att bygga en ny sträcka längre ut från stadskärnan på huvudsakligen obebyggd mark. Den nya sträckan skulle göras planskild från gatutrafiken genom att man antingen skulle anlägga banvallar eller genomskärningar. Följaktligen krävdes vägbroar eller järnvägsviadukter vid alla korsningspunkter.
Efter det preussisk-österrikiska kriget 1866 beviljades medel för att anlägga den nya förbindelsebanan, Berlins ringbana. Den 17 juli 1871 öppnades den östra delsträckan av ringbanan från Moabit över Gesundbrunnen, Central-Viehhof, Rummelsburg, Rixdorf (idag Neukölln) och Schöneberg till Potsdamer Bahnhof. Den västra delsträckan öppnades 15 november 1877.
Den 16 juli 1871 avslutades trafiken på den gamla förbindelsebanan. Endast delsträckan genom Kreuzberg från Görlitzer Bahnhof till gasverken vid nuvarande Prinzenbad fortsatte att trafikeras med godstrafik. Årligen transporterades 150 000 ton stenkol nattetid här fram till 1927. På spåret mellan gasverket, Görlitzer Bahnhof och Köpenicker Strasse bedrevs därefter trafik med hästspårvagnar. Dessa kom i sin tur att senare ersättas av elektriska spårvagnar och högbanan för tunnelbanelinjen U1.

## Rester
På Stresemannstrasse i västra Kreuzberg finns idag en kort bevarad spårsektion med en minnestavla över förbindelsebanan. Eisenbahnstrasse i östra Kreuzberg benämndes 1852 efter järnvägen som gick här och har fortfarande idag kvar namnet.